# 浅津村
浅津村（あそづそん）は、鳥取県東伯郡にあった村。現在の東伯郡湯梨浜町の一部にあたる。

## 地理
東郷池の西岸に位置していた。
- 河川：橋津川[3]

## 歴史
- 1889年（明治22年）10月1日、町村制の施行により、河村郡光吉村、下浅津村、上浅津村、南谷村が合併して村制施行し、浅津村が発足[1][2]。旧村名を継承した光吉、下浅津、上浅津、南谷の4大字を編成[2]。
- 明治中期頃、東郷湖捕魚採藻業組合設立[2]
- 1896年（明治29年）4月1日、郡の統合により東伯郡に所属[2]。
- 1912年（明治45年）浅津漁業組合を設立し、1913年（大正2年）東郷湖漁業組合と改称[2]。
- 1953年（昭和28年）4月1日、東伯郡長瀬村 、浅津村、橋津村、宇野村と合併し、町制施行し羽合町を新設して廃止された[1][2]。合併後、羽合町大字光吉・下浅津・上浅津・南谷となる[2]。

### 災害
- 1921年（大正10年）3月、大字上浅津で大火、55戸焼失[4]。
- 1929年（昭和4年）6月、大字上浅津で大火、37戸焼失[4]。
- 1939年（昭和14年）4月、大字上浅津で大火、20戸焼失[4]。

## 産業
- 漁業、農業[2]
- 浅津温泉（現はわい温泉）[2]

## 交通

### 乗合バス
- 1949年（昭和24年）日ノ丸自動車が浅津線の定期バス運行開始[2]。

### 水上交通
- 大正中期頃、松崎駅 - 浅津温泉間の民営連絡船の運航開始[2]。